# 耿明
耿明（1463年—1517年），字晦之，别號一白，山東東昌府臨清州館陶縣人，軍籍，明朝政治人物。

## 生平
成化二十二年（1486年）丙午科山東鄉試第七十四名舉人。弘治九年（1496年）中式丙辰科會試第一百八十二名，二甲第七十二名進士。十二年四月选授貴州道监察御史，巡视北城，巡视内庫，印烙南畿馬匹。十八年出按雲南，監臨鄉試，正德四年（1509年）出为湖州府知府。六年（1511年）十月升江西布政司左参政，以病乞休归。正德十二年卒，年五十五。

## 家族
曾祖耿邃；祖父耿貴，北城兵馬司副指揮；父耿耀，封文林郎贵州道监察御史。母宋氏，继母王氏。具慶下。兄耿聦、耿睿。二子：耿佥、耿翕。曾孫耿如杞，山西巡撫。